# Депортес Ла-Серена
«Депо́ртес Ла-Сере́на» (исп. Club de Deportes La Serena S.A.D.P.) — чилийский футбольный клуб из города Ла-Серена. В настоящий момент выступает в чилийской Примере, сильнейшем дивизионе страны.

## История

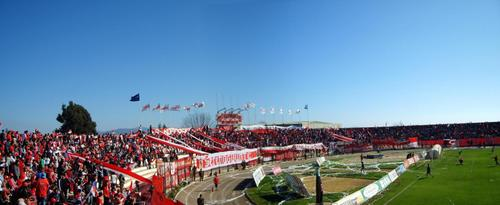
Стадион «Ла Портада»

Команда была основана 9 декабря 1955 года, на основе любительской команды, существовавшей до этого в Ла-Серене. Свой первый официальный матч команда сыграла вничью 0:0 с клубом «Унион Ла-Калера». В 1958 году клуб дебютировал в высшем дивизионе чемпионата Чили, и добился в том сезоне своего лучшего результата в истории участия в чемпионатах Чили, заняв третье место. На следующий год «Депортес Ла-Серена» дошёл до финала Кубка Чили, а ещё через год им удалось победить в нём. В дальнейшем клуб не добивался больших успехов, неоднократно вылетая и вновь возвращаясь в «Примеру».

## Достижения
- Третий призёр чемпионата Чили (2): 1958, 1963
- Обладатель Кубка Чили (1): 1960
- Финалист Кубка Чили (1): 1959

## Сезоны по дивизионам
- Примера (43): 1958—1959; 1962—1976; 1981—1982; 1984; 1988—1995; 1997—1999; 2004—2012, 2020—н.в.
- Примера B (25): 1956—1957; 1960—1961; 1977—1980; 1983; 1985—1987; 1996; 2000—2003; 2013—2019